# One Step Closer (album van The Doobie Brothers)
One Step Closer is het negende studioalbum van de Amerikaanse rockband The Doobie Brothers en tevens het laatste in de oorspronkelijke bestaansperiode. Het werd 17 september 1980 uitgebracht op Warner Bros. en kwam tot een derde plaats in de Billboard 200. In Nederland kwam het album slechts tot nr.42.

## Achtergrond
Na de release van voorganger Minute by Minute en het nr.1-succes van What a Fool Believes ondergingen de Doobies een aantal bezettingswijzigingen; drummer John Hartman en gitarist Jeff 'Skunk' Baxter werden respectievelijk vervangen door Chet McCracken en John McFee terwijl zanger Michael McDonald op piano versterking kreeg van Cornelius Bumpus met wie hij ook het titelnummer voor zijn rekening nam. Bassist Tiran Porter hield het na de opnamesessies voor gezien omdat hij het eindeloos toeren en overmatig cocaïnegebruik zat was; sessiemuzikant Willie Weeks nam zijn plaats in bij de daaropvolgende tournee waardoor zanger-gitarist Patrick Simmons als enige lid van de originele bezetting overbleef.
De single Real Love haalde de vijfde plaats in de Billboard Hot 100, maar voor de critici was het slechts een van de vele platen waarop McDonald meespeelde of die geïnspireerd waren door de McDonald-sound. De Dooies besloten dan ook in 1982 uit elkaar te gaan, om zeven jaar later terug te keren in de min of meer klassieke bezetting.

## Tracklijst
| Nr. | Titel               | Vocals   | Duur |
| --- | ------------------- | -------- | ---- |
| 1.  | Dedicate This Heart | McDonald | 4:07 |
| 2.  | Real Love           | McDonald | 4:18 |
| 3.  | No Stoppin' Us Now  | Simmons  | 4:40 |
| 4.  | Thank You Love      | Bumpus   | 6:22 |

| Nr. | Titel                    | Vocals            | Duur |
| --- | ------------------------ | ----------------- | ---- |
| 5.  | One Step Closer          | Bumpus, McDonald  | 4:10 |
| 6.  | Keep This Train A-Rollin | McDonald          | 3:29 |
| 7.  | Just in Time             | Simmons           | 2:43 |
| 8.  | South Bay Strut          | instrumental      | 4:05 |
| 9.  | One by One               | Simmons, McDonald | 3:47 |

## Personeel
The Doobie Brothers
- Patrick Simmons – gitaren, lead en achtergrondzang
- John McFee – gitaren, achtergrondzang
- Michael McDonald – keyboarda, synthesizers, lead en achtergrondzang
- Cornelius Bumpus – tenorsaxofoon, sopraansaxofoon, orgel, lead en achtergrondzang
- Tiran Porter – bas
- Keith Knudsen – drums, achtergrondzang
- Chet McCracken – drums, vibrafoon, marimba's

Gastmuzikanten
- Bobby LaKind – conga's, bongo's, achtergrondzang
- Nicolette Larson – achtergrondxang op "Real Love", "Dedicate This Heart", en "Just In Time"
- Patrick Henderson – keyboards op "Real Love", "One By One", en "Keep This Train A-Rollin'"
- Lee Thornburg – trompet op "South Bay Strut" en "Keep This Train A-Rollin'", flugelhorn op "Dedicate This Heart"
- Chris Thompson – achtergrondzang op "No Stoppin' Us Now"
- Ted Templeman – tamboerijn, koebel, maraca's, achtergrondzang op "One Step Closer"[1]
- Jerome Jumonville – tenorsaxofoon, blazersarrangementen op "Keep This Train A-Rollin'"
- Joel Peskin – baritonsaxofoon op "Keep This Train A-Rollin'"
- Bill Armstrong – trompet op "Keep This Train A-Rollin'"
- Jimmie Haskell – strijkersarrangementen op "Real Love" en "South Bay Strut"

## Productie
- Producer – Ted Templeman
- Productie assistent – Joan Parker
- Productie coördinatie – Susyn Schope
- Technicus – James Isaacson
- Co-technicus – Gene Meros
- Mastering – Kent Duncan en Tim Dennan van Kendun Recorders (Burbank, CA).
- Fotografie – Norman Seeff
- Artistiek leider en hoesontwerper – Jim Welch